# Letamendi (Guayaquil)
Letamendi ist ein Stadtteil von Guayaquil und eine Parroquia urbana im Kanton Guayaquil der ecuadorianischen Provinz Guayas. Die Fläche beträgt etwa 3,5 km². Die Einwohnerzahl lag 2010 bei 95.943.

## Lage
Die Parroquia Letamendi liegt südzentral im Stadtgebiet von Guayaquil. Sie reicht im Westen bis zum Estero Puerto Liza, im Norden bis zur Portete de Tarqui, im Osten bis zur Calle Tungurahua.

## Sehenswertes
Im Verwaltungsgebiet befinden sich der Parque Puerto Liza, der Touristenkomplex Cristo del Consuelo sowie die Kirche Iglesia Espíritu Santo.

## Geschichte
Die Parroquia wurde benannt nach Miguel de Letamendi, einem Unabhängigkeitskämpfer.